# فيرنون (فرنسا)
 فيرنون ، (بالفرنسية: Vernon)‏، نطق (الفرنسية: vɛʁnɔ̃)، بلدية فرنسية تقع في إقليم أور، في منطقة نورماندي، في شمال فرنسا.

## توأمة
لفيرنون (فرنسا) اتفاقيات توأمة مع كل من:
- ماسا
- باد كيسينغن

## أعلام
- مولا واغي
- دياكو فوفانا
- فرنسوا برون
- عثمان ديمبيلي
- روبرت الثاني، دوق بورغندي
- مارغريت من بورغندي، ملكة فرنسا
- سارة مون
- لويس جان ماري دي بوربون